# Inger (Name)
Inger ist eine skandinavische Form des weiblichen Vornamens Inge. Er kommt auch als Familienname vor.

## Namensträger

### Vorname
- Inger-Mari Aikio-Arianaick (* 1961), finnische Autorin samischer Sprache
- Inger Alfvén (1940–2022), schwedische Schriftstellerin
- Inger Aufles (* 1941), norwegische Skilangläuferin
- Inger Bjørnbakken (1933–2021), norwegische Skirennläuferin
- Inger Christensen (1935–2009), dänische Schriftstellerin
- Inger Eline Eriksen Fjellgren (* 1987), norwegisch-samische Politikerin
- Inger Hagerup (1905–1985), norwegische Dichterin
- Inger Jacobsen (1923–1996), norwegische Sängerin und Schauspielerin
- Inger Karén (1908–1972), deutsche Opernsängerin
- Inger Koppernæs (1928–1990), norwegische Bankmanagerin und Politikerin
- Inger-Maria Mahlke (* 1977), deutsche Autorin
- Inger Miller (* 1972), US-amerikanische Leichtathletin
- Inger Nilsson (* 1959), schwedische Schauspielerin
- Inger Helene Nybråten (* 1960), norwegische Skilangläuferin
- Inger Lise Rypdal (* 1949), norwegische Sängerin und Schauspielerin
- Inger Segelström (* 1952), schwedische Politikerin
- Inger Stevens (1934–1970), schwedisch-amerikanische Schauspielerin
- Inger Støjberg (* 1973), dänische Politikerin (Venstre)
- Inger-Marie Ytterhorn (1941–2021), norwegische Politikerin
- Siv-Inger Svensson  (* 1953), schwedische Sängerin, siehe Siw Inger

### Familienname
- Johan Inger (* 1967), schwedischer Choreograf
- Manfred Inger (1907–1984), österreichischer Schauspieler und Kabarettist
- Robert F. Inger (1920–2019), US-amerikanischer Herpetologe